# Gustaf Lindblom (szermierz)
Gustaf Thorbjörn Lindblom (ur. 19 sierpnia 1883 w Sztokholmie, zm. 16 marca 1976 tamże) – szermierz reprezentujący Szwecję, uczestnik letnich igrzysk olimpijskich w 1908, 1912, 1920 oraz 1924 roku.